# ブナクラ峠
ブナクラ峠（ぶなくらとうげ）は、富山県中新川郡上市町と黒部市に跨る立山連峰上の峠。毛勝三山と剱岳との間にあり標高は1748m。

## 概要
早月川水系ブナクラ谷から黒部川水系折尾谷に続いている断層谷上にある鞍部で、北部に毛勝三山の猫又山、南部に剱岳の末端である大窓や赤谷山がある。
かつては黒部峡谷の小黒部温泉や仙人温泉への中継路として使われていた。
峠の東側にある小黒部川源流に小黒部鉱山があり、明治末と第二次世界大戦中に金属類が採掘されていたが、ブナクラ峠ではなく大窓経由で馬場島に運ばれていた

## 地質
峠の北部には石英閃緑岩質片麻岩がある。

## アクセス
馬場島から一般車両通行止めの作業路および登山道を合わせて登り4時間程度でブナクラ峠に至る。

## 周辺の名所
- 赤谷山
- 猫又山
- 大猫山
- 大窓
- 馬場島